# Bohusläns runinskrifter NIYR;3

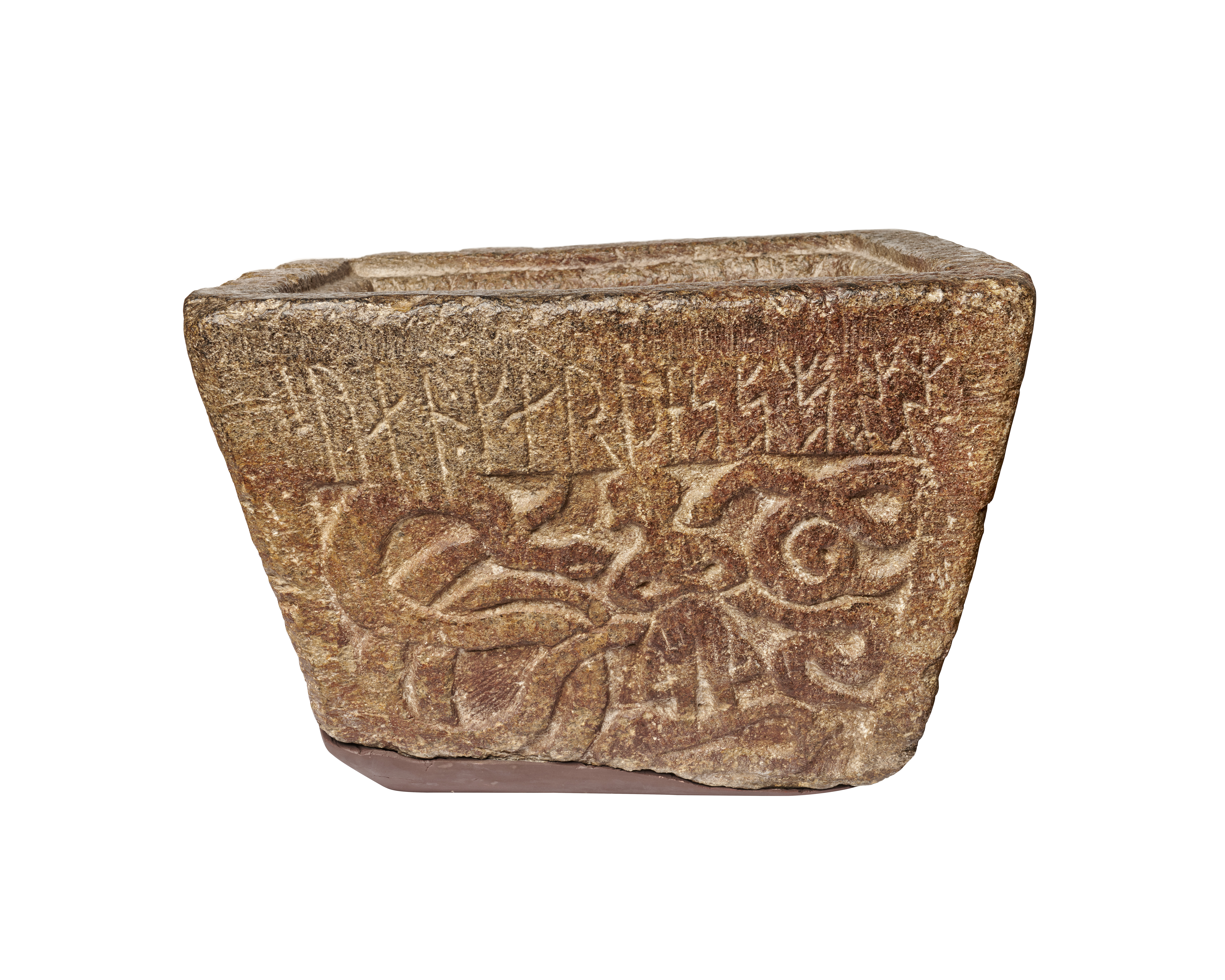
Dopfunten från Norums kyrka

Runinskrift Bo NIYR;3 är en runristad dopfunt från Norums kyrka, Norums socken i Bohuslän. Den förvaras nu i Statens Historiska Museum i Stockholm.

## Dopfunten
Dopfunten som har en fyrkantig form är av glimmer eller talkskiffer. Den hittades i samband med en renovering 1847 sönderslagen på kyrkogården, tillvaratogs och flyttades till nuvarande plats. Inskriften är från 1100-talet och runristaren hette Sven. Under runtexten är ett motiv uthugget i relief som föreställer "Gunnar i ormgropen" som ingår i Völsungasagan. Den från runor översatta och korta texten följer nedan:

## Inskriften
Runsvenska: Svaen : kaerde m...
Nusvenska: Sven gjorde m(ig)

## Källa
- Samnordisk runtextdatabas: Bo NIYR;3